# Christoph Gum
Christoph Gum (* 24. Mai 1976 in München) ist ein ehemaliger deutscher Basketballspieler.

## Werdegang
Gum, ein 1,82 Meter großer Aufbauspieler stand ab der Saison 1997/98 im Bundesliga-Aufgebot des SV Oberelchingen, und kam im Herbst 1997 auch in zwei Spielen des europäischen Vereinswettbewerbs Korać-Cup zum Einsatz. Im Bundesliga-Spieljahr 1998/99 war er ebenfalls Mitglied der Oberelchinger Mannschaft. Später war er Spieler und Trainer beim SV Seeon.